# GionnyScandal
Gionata Ruggieri, művésznevén GionnyScandal (1991. szeptember 27. –) olasz rapper, dalszerző.

## Életrajz
Gionata Ruggeri 1991. szeptember 27-én született a Matera tartománybéli Pisticciben. Gyerekkorát beárnyékolta szülei korai elvesztése, először édesapja, majd kis időre rá édesanyja is eltávozott. Anyai nagymamájához került, ő nevelte őt fel. Saját fiaként nevelte őt, soha nem szenvedett semmiben hiányt, csodálatos nagymamának tartja őt. Szeretete és hálája jeléül két dalt is írt a mamának, illetve több dalában megemlíti őt.
A hiphop és rap zene iránti szenvedélye 10 éves korában kezdődött, amikor amerikai hiphopot kezdett hallgatni, többek között Eminemet és 50 Centet. Ezt a rajongást külsejére is kivetítette, bő, XXL-es ruhákat kezdett hordani, de ez a mánia nem tartott sokáig. Elkezdett nyitni olyan zenék hallgatása felé, aminek semmi köze a rap zenéhez mint pl.: a punk vagy a grindcore. Egyik kedvenc zenekara a Bring me the horizon, a frontembert, Oliver Sykes-t a példaképének tekinti. Tarkójára a zenekar logóját is felvarratta. Rajong a tetoválásokért, megszámlálhatatlan darab díszíti a testét.

## Zenei karrier
2009 elején volt szerencséje megismerni Skackot, a srácot aki bevezette a hiphop világába, amire kiskora óta vágyott. Júniusban megírt néhány dalszöveget és Skacko segítségével el kezdi őket felvenni. Az első dalt a szüleinek szentelte, ami a "Senza cancellare" címet kapta. A dal olyan jól sikerült, hogy az emberek kezdték megkedvelni Gionnyt és úgy gondolták bármit elérhet amit akar. 2010-ben tovább bővítette a dalait, már Skacko segítsége nélkül. Az első dalok internetes publikálása nagy elégedettséggel töltötte el, minden feltöltött videóját, több mint 100.000-ren tekintették meg, ezzel a neve beékelődött az olasz hiphop világába. A legfontosabb szólódalai többek között a "Tu che cazzo ne sai di me", "Ci si vede sulle stelle" és a "Grazie". Rajongóinak száma napról napra növekedett, hitelességének köszönhetően. Dalaiban ötvözi a rapet elektronikus dallamokkal, összetett és innovatív dalai sokak tetszését elnyeri. Első videóklipje a "Ci si vede sulle stelle" közel 3 milliós nézettségnél tart a Youtube-on, de több klipje is túl van a 2 milliós megtekintésen. Összes dala olasz nyelven íródott, viszont 2015 februárjában felkerült egy angol nyelvű feldolgozás, John Legend "All of me" című daláról.
Első albuma, a "Haters Make Me Famous", a legnagyobb számban eladott lemezek közé került az ITunes-on, kevesebb mint 24 órával a megjelenése után.
Második albuma, a "Scandaland" szintén első helyre került az ITunes legkelendőbb lemezei között és 51. helyen végzett a FIMI nevű olasz lemez eladási rangsoron.
Harmadik albuma a "Mai piu' come te" még nagyobb sikert aratott, mint az előző két album. Gionny olyan ismert olasz előadókkal dolgozott együtt mint: Maxi-B, Raige, Rayden és Clementino. A listákat hetekig vezette, és még a mai napig megtalálható a "Top20" HipHop/Rap kategóriában.
Negyedik albuma "Gionata" néven a Sony Music forgalmazásával debütált a legjobb olasz előadók listájának 6. helyén.
2015. november 2-án úgy döntött, megajándékozza rajongóit egy ingyenesen letölthető mixtape-el, ami a "Haters Make Me Famous vol. 4" címet viseli. A mixtape-ről az első leforgatott videóklip az "Uacci Uari Uari" az első helyen végzett a YouTube legnézettebb videói között. November 23-án jelent meg a második videóklip az "Angelo in blue jeans" című dalhoz. December 6-án indul a "Haters Make Me Famous 4" turné Rómában, amely egész Olaszországot érinti és január 6-án végződik Milánóban. Kevesebb mint 1 év elteltével 2016. október 14-én jelent meg a következő albuma "Reset" néven a VEVO közreműködésével. Az albumhoz készült első videóklip a "Buongiorno" néhány hét alatt elérte az 5 milliós megtekintés, pár hónappal később pedig már több mint 7 milliónál jár. 2017 Február 13-án este tudatta a rajongóival hogy hivatalosan is aranylemezzé nyilvánították a dalt.

## Diszkográfia
- Haters Make Me Famous (2011)
- Scandaland (2012)
- Mai piu' come te (2012)
- Gionata (2014)
- Haters Make Me Famous Vol. 4 (2015)
- Reset (2016)
- Emo (2018)